# Halina Sikorzyńska
Halina Sikorzyńska, coniugata Polakowska (Poznań, 28 aprile 1939), è un'ex cestista polacca.

## Carriera
Con la Polonia ha disputato i Campionati europei del 1960.